# ВМРО – Демократическа партия за македонско национално единство
Вижте пояснителната страница за други значения на ВМРО.
Вътрешна македонска революционна организация – Демократическа партия за македонско национално единство (ВМРО-ДПМНЕ) е една от големите политически партии в Северна Македония. Партията се определя като народна партия с християн-демократическа ориентация, която работи за влизането на Северна Македония в НАТО и Европейския съюз. Международни наблюдатели определят ВМРО-ДПМНЕ като националистическа партия.

## История

### Предпоставки и основаване
След смъртта на Йосип Броз Тито през 1980 г. започва постепенен процес на дезинтеграция на Югославия, към края на десетилетието се появяват първите признаци на партиен плурализъм в Социалистическа Република Македония. Македонската емиграция в Западна Европа се активизира, и в началото на 1990 г. група около Драган Богдановски основава Координационен съвет на Демократическа партия за македонско национално единство (ДПМНЕ). Богдановски е избран за председател, Панко Стаматовски от Австралия за заместник-председател, членове са Миле Илиевски и Страхил Пеев от Швеция, Йонче Трайчевски от Австралия, Борис Петков и Данчо Бойковски от САЩ, както и Стоян Ковачев от Франция. На 23 януари Драган Богдановски изпраща искане до югославските власти за регистрация на партия ДПМНЕ. На 6 февруари е изпратено писмо до българското правителство, а скоро след това и на гръцкото. През април Драган Богдановски заедно с Гоце Македонски, Мануил Яковлевски и Ставо Доневски провеждат първо заседание за основаването на ДПМНЕ в Берлин, Германия. Скоро след това с тях се свързва Владо Транталовски, който привлича към организацията Люпчо Георгиевски и Борис Змейковски, като на събрание в Мюнхен между 31 май – 2 юни 1990 година те определят целите на партията, изборната програма и други технически аспекти, като е решено официалното ѝ име да е ВМРО-ДПМНЕ, а учредително събрание да се свика на 17 юни 1990 година в Скопие. За председател на учредителното събрание е избрана Дияна Транталовска, секретар Биляна Тренталовска, с членове Златко Тръпковски и Перо Мицевски, проф. Венко Въчков е избран за председател на преброителната комисия. За председател на ВМРО-ДПМНЕ е избран Любчо Георгиевски по предложение на Драган Богдановски. За негови заместници са избрани Доста Димовска и Димитър Църномаров, а Борис Змейковски за генерал секретар.
Партията официално е регистрирана на 5 август 1990 г., като се определя за идеологически наследник на онези кръгове, които са се борили за самостоятелност на Македония от Югославия, и на жертвите на политическите репресии. На посещение на нейни представители в България е уговорено Република Македония да бъде призната за независима държава. ВМРО-ДПМНЕ печели с голямо мнозинство първите многопартийни избори в Социлистическа Република Македония през 1990 г. На 6 – 7 април 1991 г. в Прилеп се провежда Първият конгрес на ВМРО-ДПМНЕ под наслов „Самостоятелна и независима Македония, връщане към идеята за самостоятелност“, като Драган Богдановски е избран за почетен председател.
Редица скандали, спорни политически решения, намесата и инфилтрацията на тайната полиция в политиката на партията, водят до частично разцепление във ВМРО-ДПМНЕ. Димитър Църномаров е изключен от ВМРО-ДПМНЕ през 1993 г. и създава собствена партия ВМРО-Татковинска. През следващите години се създават паралелни политически организации от отцепници като ВМРО Обединена, ВМРО-ВМРО на Борис Змейковски, ВМРО Истинска, ВМРО Гоцева, ВМРО-Македонска на Борис Стоименов, ВМРО-ДП на Владимир Голубовски, ВМРО-ДОМ, ВМРО-МНМ на Любчо Мирчевски и други.

### ВМРО-ДПМНЕ при Люпчо Георгиевски
През 1994 г. ВМРО-ДПМНЕ минава в опозиция, на 6 – 7 май 1995 г. се провежда Вторият конгрес на ВМРО-ДПМНЕ в Кичево. През 1998 г. отново печели изборите. Партията сформира четвърто поред правителство на Република Македония в коалиция с Демократическата партия на албанците и Демократическата алтернатива, като за министър-председател е избран Люпчо Георгиевски. На президентските избори през 1999 г., побеждава кандидатът на ВМРО-ДПМНЕ Борис Трайковски, който загива трагично в самолетна катастрофа през 2004 г. През 2002 г. ВМРО-ДПМНЕ губи парламентарните избори, главно заради нестабилността на страната след военния конфликт в Република Македония от 2001 г.

### ВМРО-ДПМНЕ при Никола Груевски
На конгрес на партията през май 2003 г. в Охрид, Любчо Георгиевски подава оставка като председател на ВМРО-ДПМНЕ и основава своя партия ВМРО Народна партия. За нов председател на партията е избран Никола Груевски. Кандидатът за президент на изборите през 2004 г., Сашко Кедев губи от Бранко Цървенковски. През 2006 г. ВМРО-ДПМНЕ печели парламентарните избори, а Никола Груевски става министър-председател на Република Македония. Изпълнява тази длъжност до днес с няколко поредни правителства. През 2009 г. кандидатът на ВМРО-ДПМНЕ за президент Георге Иванов печели изборите. До май 2017 г. ВМРО-ДПМНЕ управлява непрекъснато почти 11 години и има пълната власт на местно и държавно равнище. На изборите от декември 2006 партията печели само относително мнозинство и от края на май 2017 г. е принудена да премине в опозиция. Губи местните избори през октомври 2017 г.

## Участия в избори

### Парламент (самостоятелно или в коалиция с по-малки партии)
| Година | Гласове   | %         | Места | Място     | Управление |
| ------ | --------- | --------- | ----- | --------- | ---------- |
| 1990   | 154 101   | 14,3%     | 38    | 3-то      | Не         |
| 1990   | 238 367   | 29,9%     | 38    | 1-во      | Не         |
| 1994   | 154 101   | 14,3%     | 0     | 2-ро      | Не         |
| 1994   | бойкотира | бойкотира | 0     | бойкотира | Не         |
| 1998   | 312 669   | 28,1%     | 49    | 1-во      | Да         |
| 1998   | 381 196   | 49%       | 49    | 1-во      | Да         |
| 2002   | 298 404   | 25%       | 33    | 2-ро      | Не         |
| 2006   | 303 543   | 32,5%     | 45    | 1-во      | Да         |
| 2008   | 481 501   | 48,48%    | 63    | 1-во      | Да         |
| 2011   | 438 138   | 39,98%    | 56    | 1-во      | Да         |
| 2014   | 481 615   | 42,98%    | 61    | 1-во      | Да         |
| 2016   | 454 253   | 38,12%    | 51    | 1-во      | Не         |